# Shailene Woodley
Shailene Diann Woodley (* 15. listopadu 1991, Simi Valley, Kalifornie, Spojené státy americké) je americká herečka. Jejími nejznámějšími rolemi jsou Amy Juergens v seriálu Tajný život amerických teenagerů a Hazel Grace Lancaster ve filmu Hvězdy nám nepřály. V roce 2011 se objevila po boku George Clooneyho v kritiky oceňovaném snímku Děti moje, za který získala cenu Independent Spirit Award pro nejlepší herečku ve vedlejší roli a byla nominována na Zlatý glóbus v kategorii nejlepší ženský herecký výkon ve vedlejší roli.
Za výkon ve snímku Kouzlo přítomného okamžiku získala speciální cenu poroty na filmovém festivalu Sundance v roce 2013.
V roce 2014 získala roli Beatrice "Tris" Prior ve snímku Divergence, který je natočen podle novely od Veronicy Roth. Také byla obsazena do role Hazel Grace Lancaster ve filmové adaptaci knihy Johna Greena, Hvězdy nám nepřály.

## Životopis

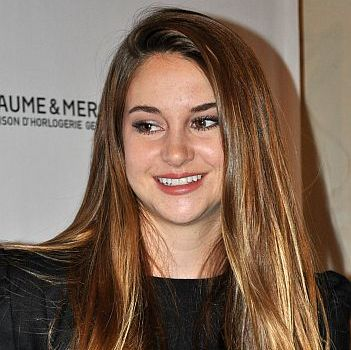
Woodley v roce 2011

Narodila se v Simi Valley v Kalifornii. Její matka Lori (rozená Victor) je školní poradkyně a její otec Lonnie Woodley je ředitel školy. Má mladšího bratra Tannera. Když jí bylo patnáct let, tak se její rodiče rozvedli a také jí byla diagnostikována skolióza, a tak používala bederní pás, aby se její páteř zlepšila. Když jí bylo osmnáct let, tak se se svým tehdejším přítelem přestěhovala do New Yorku a zde pracovala v butiku American Apparel. Pár se rozešel a ona zůstala v New Yorku, aby se věnovala herectví.

## Kariéra

### 2002–10
V roce 2002 se objevila v menších rolích v televizních seriálech Beze stopy a Policejní okrsek. V roce 2005 byla nominována na cenu Young Artist Award v kategorii nejlepší výkon v televizním filmu nebo minisérii a v kategorii mladá herečka v hlavní roli za roli Californie Ford ve filmu Společný dům. V té době ztvárnila Kaitlin Cooper v seriálu O.C. a Felicity Merriman ve Felicity - příběh z války za nezávislost, za který získala nominaci na cenu Young Artists v kategorii nejlepší výkon v televizním filmu, minisérii nebo televizním speciálu (komedie nebo drama). Felicity je jedním z televizních speciálů, kde se Woodley objevila s Johnem Schneiderem. Hrála v Drzé Jordan, Raymonda má každý rád, Jmenuju se Earl, Kriminálce New York a Zločinech ze sousedství. V roce 2007 se objevila v Odložených případech jako Sarah Gunden. Od roku 2008 se začala objevovat v hlavní roli seriálu Tajný život amerických teenagerů jako Amy Juergens, patnáctiletá dívka, která zjistí, že je těhotná. Seriál ukazuje efekty těhotenství na její rodinu, přátele a i na ni samou.

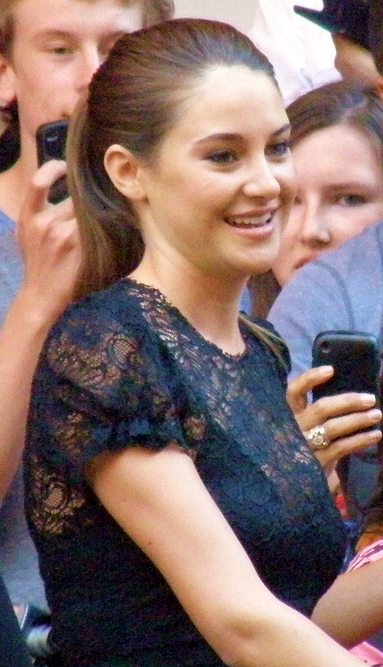
Woodley na filmovém festivalu v Torontu

### 2011–13
V roce 2011 přišel její filmový debut ve snímku Děti moje, za který získala ohlas u kritiků a byla nominována na Zlatý glóbus a mnoho dalších ocenění. V tomto se objevila v roli dospívající problematické dcery postavy George Clooneyho. Magazín People ji v roce 2012 jmenoval jednou z nejvíce krásných hereček v každém věku.
Hrála ve filmové adaptaci novely Tima Tharpa, Kouzlo přítomného okamžiku. Ztvárnila sociálně vyřazenou dívku, která se snaží plánovat do budoucna a potká chlapce, který je maturantem na střední škole, má rád večírky a žije okamžikem. Film se natáčel v létě 2012 a měl premiéru na filmovém festivalu Sundance v lednu 2013. Podepsala smlouvu na nezávislý film White Bird, který pojednává o nešťastné mladé ženě, jejíž život se převrátí v okamžiku, kdy záhadně zmizí její matka. Film režíruje Gregg Araki. V říjnu 2012 bylo oznámeno, že jí byla nabídnuta role Mary Jane Watson v nadcházejícím pokračování filmu Amazing Spider-Man. V červnu 2013 bylo oznámeno, že Mary Jane byla z filmu vystřižena, aby se film mohl soustředit na vztah mezi Peterem a Gwen.

### 2013–současnost
Dne 19. března 2013 bylo oznámeno, že přijala roli Hazel Grace Lancaster ve filmové adaptaci knihy Hvězdy nám nepřály. Autor knihy, John Green, o Woodley přes sociální síť Twitter prohlásil: „Bylo mnoho úžasných hereček na roli Hazel, ale Shailenina láska ke knize a její porozumění Hazel mě naprosto odrovnaly“.
Ztvárnila Tris Prior ve filmu Divergence, který je adaptací novely od Veronicy Roth. V listopadu 2014 se připojila k obsazení filmu Snowden, po boku Josepha Gordon-Levitta.
V roce 2015 se objevila ve filmovém pokračování filmu Divergence, Rezistence podle knižního druhého dílu. Poslední, třetí kniha s názvem Aliance, bude rozdělena na dva filmy.

## Osobní život
V osmnácti letech měla přítele, se kterým se odstěhovala do New Yorku, ale rozešli se kvůli její filmové kariéře. Během natáčení filmu Divergence ji většina médií spojovala s jejím filmovým kolegou Theem Jamesem, ačkoliv ten již přítelkyni měl. Oni sami se blíže o svém vzájemném vztahu nevyjádřili.

## Filmografie

### Film
| Rok  | Název                          | Role                  | Poznámky                                |
| ---- | ------------------------------ | --------------------- | --------------------------------------- |
| 2001 | Bulšit                         | mladá Janey Briggs    | vystřižená scéna, neuvedena v titulcích |
| 2010 | Our Deal                       | Day Trotter           | krátký film                             |
| 2011 | Děti moje                      | Alexandra „Alex“ King |                                         |
| 2013 | Kouzlo přítomného okamžiku     | Aimee Finecky         |                                         |
| 2013 | White Bird in a Blizzard       | Kat                   |                                         |
| 2014 | Hvězdy nám nepřály             | Hazel Grace Lancaster |                                         |
| 2014 | Divergence                     | Beatrice „Tris“ Prior |                                         |
| 2015 | Rezistence                     | Beatrice „Tris“ Prior |                                         |
| 2016 | Aliance                        | Beatrice „Tris“ Prior |                                         |
| 2016 | Snowden                        | Lindsay Mills         |                                         |
| 2018 | Než přišla bouře               | Tami Oldham           | také producentka                        |
| 2019 | Konce a začátky                | Daphne                |                                         |
| 2021 | Mauritánec: Deník z Guantánama | Teresa "Teri" Duncan  |                                         |
| 2021 | Následky                       | Anna                  |                                         |
| 2021 | Poslední dopis od milence      | Jennifer Stirling     | také výkonná producentka                |
| —    | Prisoner 760                   | Teresa Duncan         |                                         |

### Televize
| Rok       | Název                                    | Role                   | Poznámky                          |
| --------- | ---------------------------------------- | ---------------------- | --------------------------------- |
| 1999      | Otcův návrat                             | Malá holčička          | Televizní film                    |
| 2001–2003 | Policejní okrsek                         | Kristin Debreno        | vedlejší role, 3 díly             |
| 2001–2004 | Drzá Jordan                              | malá Jordan Cavanaugh  | vedlejší role, 4 díly             |
| 2003      | Beze stopy                               | malá Clare Metcalf     | díl: „Clare de Lune“              |
| 2004      | Raymonda má každý rád                    | Druhá namyšlená dívka  | díl: „Party Dress“                |
| 2004      | Společný dům                             | California "Cali" Ford | Televizní film                    |
| 2004–2005 | Jack & Bobby                             | Chloe Benedict         | 2 díly                            |
| 2005      | Felicity - příběh z války za nezávislost | Felicity Merriman      | Televizní film                    |
| 2005      | Once Upon a Mattress                     | Molly                  | Televizní film                    |
| 2006      | Jmenuju se Earl                          | malá Gwen              | díl: „Brok v zadku“               |
| 2006      | Kriminálka New York                      | Evie Pierpont          | díl: „A Daze of Wine and Roaches“ |
| 2007      | Zločiny ze sousedství                    | Gaby Tursi             | díl: „Getting In“                 |
| 2007      | Nebezpečný let                           | Maya Bender            | Televizní film                    |
| 2007      | Odložené případy                         | Sarah Gunden           | díl: „Vyjížďka“                   |
| 2008–2013 | Tajný život amerických teenagerů         | Amy Juergens           | hlavní role, 121 dílů             |
| 2014      | Top Chef: Duels                          | Samu sebe              | 1 díl                             |
| 2017–2019 | Sedmilhářky                              | Jane Chapman           | hlavní role, 14 dílů              |

## Ocenění
| Rok  | Ocenění                                       | Kategorie                                                                                  | Titul                                    | Výsledek  |
| ---- | --------------------------------------------- | ------------------------------------------------------------------------------------------ | ---------------------------------------- | --------- |
| 2005 | Young Artist Award                            | Nejlepší dětská herečka ve televizním filmu, minisérii nebo speciálu                       | Společný dům                             | nominace  |
| 2006 | Young Artist Award                            | Nejlepší dětská herečka ve televizním filmu, minisérii nebo speciálu                       | Felicity - příběh z války za nezávislost | nominace  |
| 2009 | Young Artist Award                            | Nejlepší dětská herečka v seriálu (komedie nebo drama)                                     | Tajný život amerických teenagerů         | nominace  |
| 2009 | Teen Choice Awards                            | Nejlepší herečka v dramatickém seriálu                                                     | Tajný život amerických teenagerů         | nominace  |
| 2010 | Teen Choice Awards                            | Nejlepší letní televizní hvězda                                                            | Tajný život amerických teenagerů         | nominace  |
| 2011 | Teen Choice Awards                            | Nejlepší televizní herečka v dramatickém seriálu                                           | Tajný život amerických teenagerů         | nominace  |
| 2011 | Gotham Awards                                 | Průlomová herečka                                                                          | Děti moje                                | nominace  |
| 2011 | Gotham Awards                                 | Nejlepší obsazení                                                                          | Děti moje                                | nominace  |
| 2011 | Awards Circuit Community Awards               | Nejlepší herečka ve vedlejší roli                                                          | Děti moje                                | nominace  |
| 2011 | Mezinárodní fllmový festival v Hamptons       | Objev roku                                                                                 | Děti moje                                | vítězství |
| 2011 | Golden Schmoes Awards                         | Nejlepší herečka ve vedlejší roli                                                          | Děti moje                                | nominace  |
| 2011 | Golden Schmoes Awards                         | Objev roku                                                                                 | Děti moje                                | nominace  |
| 2011 | Washington D.C. Area Film Critics Association | Nejlepší herečka ve vedlejší roli                                                          | Děti moje                                | nominace  |
| 2011 | Houston Film Critics Society                  | Nejlepší herečka ve vedlejší roli                                                          | Děti moje                                | vítězství |
| 2011 | Florida Film Critics Circle                   | Nejlepší herečka ve vedlejší roli                                                          | Děti moje                                | vítězství |
| 2011 | San Diego Film Critics Society                | Nejlepší herečka ve vedlejší roli                                                          | Děti moje                                | vítězství |
| 2011 | Detroit Film Critics Society                  | Objev roku                                                                                 | Děti moje                                | nominace  |
| 2011 | Toronto Film Critics Association              | Nejlepší herečka ve vedlejší roli                                                          | Děti moje                                | nominace  |
| 2011 | Dallas–Fort Worth Film Critics Association    | Nejlepší herečka ve vedlejší roli                                                          | Děti moje                                | vítězství |
| 2011 | Chicago Film Critics Association              | Nejlepší herečka ve vedlejší roli                                                          | Děti moje                                | nominace  |
| 2011 | Chicago Film Critics Association              | Nejslibnější herečka                                                                       | Děti moje                                | nominace  |
| 2011 | Hollywood Film Awards                         | Ocenění Spotlight                                                                          | Děti moje                                | vítězství |
| 2011 | St. Louis Gateway Film Critics Association    | Nejlepší herečka ve vedlejší roli                                                          | Děti moje                                | nominace  |
| 2011 | Florida Film Critics Circle                   | Nejlepší herečka ve vedlejší roli                                                          | Děti moje                                | vítězství |
| 2011 | National Board of Review                      | Nejlepší herečka ve vedlejší roli                                                          | Děti moje                                | vítězství |
| 2012 | Zlatý Glóbus                                  | Nejlepší herečka ve vedlejší roli                                                          | Děti moje                                | nominace  |
| 2012 | Central Ohio Film Critics Association         | Nejlepší herečka ve vedlejší roli                                                          | Děti moje                                | vítězství |
| 2012 | Central Ohio Film Critics Association         | Objev roku                                                                                 | Děti moje                                | nominace  |
| 2012 | Central Ohio Film Critics Association         | Nejlepší obsazení                                                                          | Děti moje                                | nominace  |
| 2012 | Chlotrudis Awards                             | Nejlepší herečka ve vedlejší roli                                                          | Děti moje                                | nominace  |
| 2012 | Gold Derby Awards                             | Nejlepší herečka ve vedlejší roli                                                          | Děti moje                                | nominace  |
| 2012 | Independent Spirit Awards                     | Nejlepší herečka ve vedlejší roli                                                          | Děti moje                                | vítězství |
| 2012 | Online Film Critics Society                   | Nejlepší herečka ve vedlejší roli                                                          | Děti moje                                | nominace  |
| 2012 | Online Film & Television Association          | Nejlepší herečka ve vedlejší roli                                                          | Děti moje                                | nominace  |
| 2012 | Alliance of Women Film Journalists            | Objev roku                                                                                 | Děti moje                                | nominace  |
| 2012 | National Society of Film Critics              | Nejlepší herečka ve vedlejší roli                                                          | Děti moje                                | nominace  |
| 2012 | Vancouver Film Critics Circle                 | Nejlepší herečka ve vedlejší roli                                                          | Děti moje                                | nominace  |
| 2012 | Iowa Film Critics                             | Nejlepší herečka ve vedlejší roli                                                          | Děti moje                                | nominace  |
| 2012 | Denver Film Critics Society                   | Nejlepší herečka ve vedlejší roli                                                          | Děti moje                                | vítězství |
| 2012 | Denver Film Critics Society                   | Objev roku                                                                                 | Děti moje                                | nominace  |
| 2012 | Georgia Film Critics Association              | Nejlepší herečka ve vedlejší roli                                                          | Děti moje                                | nominace  |
| 2012 | Mezinárodní filmový festival v Santa Barbaře  | Ocenění Virtuoso                                                                           | Děti moje                                | vítězství |
| 2012 | Filmový festival v Cannes                     | Trophée Chopard                                                                            | Děti moje                                | vítězství |
| 2012 | Teen Choice Awards                            | Nejlepší letní televizní hvězda                                                            | Tajný život amerických teenagerů         | nominace  |
| 2012 | Filmová cena MTV                              | Průlomové vystoupení                                                                       | Děti moje                                | vítězství |
| 2012 | Cena Sdružení filmových a televizních herců   | Nejlepší vystoupení obsazení ve filmu                                                      | Děti moje                                | nominace  |
| 2012 | Critics' Choice Movie Awards                  | Nejlepší herečka ve vedlejší roli                                                          | Děti moje                                | nominace  |
| 2012 | Critics' Choice Movie Awards                  | Nejlepší dětský herec                                                                      | Děti moje                                | nominace  |
| 2012 | Critics' Choice Movie Awards                  | Nejlepší obsazení                                                                          | Děti moje                                | nominace  |
| 2013 | Gotham Awards                                 | Nejlepší herečka                                                                           | Kouzlo přítomného okamžiku               | nominace  |
| 2013 | Elle Women in Hollywood Awards                | Žena roku                                                                                  | Kouzlo přítomného okamžiku               | vítězství |
| 2013 | Alliance of Women Film Journalists            | Nejlepší zobrazení nahoty, sexuality (sdíleno s Milesem Tellerem)                          | Kouzlo přítomného okamžiku               | nominace  |
| 2013 | Alliance of Women Film Journalists            | Objev roku                                                                                 | Kouzlo přítomného okamžiku               | nominace  |
| 2013 | San Diego Film Critics Society                | Nejlepší herečka ve vedlejší roli                                                          | Kouzlo přítomného okamžiku               | vítězství |
| 2013 | Sundance Film Festival                        | Ocenění poroty za herecký výkon                                                            | Kouzlo přítomného okamžiku               | vítězství |
| 2014 | Chlotrudis Awards                             | Nejlepší herečka                                                                           | Kouzlo přítomného okamžiku               | nominace  |
| 2014 | CinemaCon Awards                              | Hvězda zítřka                                                                              | Kouzlo přítomného okamžiku               | vítězství |
| 2014 | Independent Spirit Awards                     | Nejlepší herečka v hlavní roli                                                             | Kouzlo přítomného okamžiku               | nominace  |
| 2014 | Prism Awards                                  | Nejlepší filmový výkon                                                                     | Kouzlo přítomného okamžiku               | nominace  |
| 2014 | Filmová cena MTV                              | Nejlepší polibek (s Milesem Tellerem)                                                      | Kouzlo přítomného okamžiku               | nominace  |
| 2014 | Filmová cena MTV                              | Nejlepší postava                                                                           | Divergence                               | vítězství |
| 2014 | Young Hollywood Awards                        | Nejoblíbenější herečka                                                                     | Divergence                               | nominace  |
| 2014 | Young Hollywood Awards                        | Nejoblíbenější pár                                                                         | Divergence                               | nominace  |
| 2014 | Young Hollywood Awards                        | Nejoblíbenější pár                                                                         | Hvězdy nám nepřály                       | vítězství |
| 2014 | Hollywood Film Awards                         | Objev roku: Herečka                                                                        | Hvězdy nám nepřály                       | vítězství |
| 2014 | Teen Choice Awards                            | Nejlepší herečka v akčním filmu                                                            | Divergence                               | vítězství |
| 2014 | Teen Choice Awards                            | Nejlepší herečka v dramatickém filmu                                                       | Hvězdy nám nepřály                       | vítězství |
| 2014 | Teen Choice Awards                            | Nejlepší chemie (s Anselem Elgortem a Natem Wolffem)                                       | Hvězdy nám nepřály                       | vítězství |
| 2014 | Teen Choice Awards                            | Nejlepší polibek (s Anselem Elgortem)                                                      | Hvězdy nám nepřály                       | vítězství |
| 2014 | Hollywood Film Awards                         | Objev roku: herečka                                                                        | Hvězdy nám nepřály                       | vítězství |
| 2015 | Cena BAFTA                                    | Stoupající hvězda                                                                          |                                          | nominace  |
| 2015 | Critics' Choice Movie Awards                  | Nejlepší herečka v akčním filmu                                                            | Divergence                               | nominace  |
| 2015 | People's Choice Awards                        | Nejlepší herečka v akčním filmu                                                            | Divergence                               | nominace  |
| 2015 | People's Choice Awards                        | Nejlepší filmové duo (s Theo Jamesem)                                                      | Divergence                               | vítězství |
| 2015 | People's Choice Awards                        | Nejlepší herečka v dramatickém filmu                                                       | Hvězdy nám nepřály                       | nominace  |
| 2015 | People's Choice Awards                        | Nejlepší filmové duo (s Anselem Elgortem)                                                  | Hvězdy nám nepřály                       | nominace  |
| 2015 | Filmová cena MTV                              | Nejlepší ženské vystoupení                                                                 | Hvězdy nám nepřály                       | vítězství |
| 2015 | Filmová cena MTV                              | Nejlepší filmové duo (s Anselem Elgortem)                                                  | Hvězdy nám nepřály                       | nominace  |
| 2015 | Filmová cena MTV                              | Nejlepší polibek                                                                           | Hvězdy nám nepřály                       | vítězství |
| 2015 | Filmová cena MTV                              | Nejlepší hrdina                                                                            | Rezistence                               | nominace  |
| 2015 | Filmová cena MTV                              | MTV Trailblazer Award                                                                      | Sama sebe                                | vítězství |
| 2016 | People's Choice Awards                        | Nejoblíbenější herečka v akčním filmu                                                      | Rezistence                               | vítězství |
| 2016 | Teen Choice Awards                            | Nejoblíbenější herečka v akčním filmu                                                      | Aliance                                  | vítězství |
| 2016 | Teen Choice Awards                            | Nejlepší filmová chemie (s Theo Jamesem)                                                   | Aliance                                  | nominace  |
| 2016 | Teen Choice Awards                            | Nejlepší polibek (s Theo Jamesem)                                                          | Aliance                                  | nominace  |
| 2017 | MTV Video Music Awards                        | Nejlepší souboj proti systému                                                              | Stand Up / Stand N Rock #NoDALP          | vítězství |
| 2017 | Alliance of Women Film Journalists            | Herečka, která potřebuje nutně nového agenta                                               | Rezistence a Aliance                     | nominace  |
| 2017 | People's Choice Awards                        | Nejoblíbenější herečka v akčním filmu                                                      | Aliance                                  | nominace  |
| 2017 | Zlatá malina                                  | Nejhorší herečka                                                                           | Aliance                                  | nominace  |
| 2017 | Awards Circuit Community Awards               | Nejlepší herečka ve vedlejší roli: TV film nebo minisérie                                  | Sedmilhářky                              | nominace  |
| 2017 | Satellite Awards                              | Nejlepší herečka ve vedlejší roli: TV film nebo minisérie                                  | Sedmilhářky                              | nominace  |
| 2017 | Online Film & Television Association          | Nejlepší herečka ve vedlejší roli: TV film nebo minisérie                                  | Sedmilhářky                              | nominace  |
| 2017 | Gold Derby Awards                             | Nejlepší herečka ve vedlejší roli: TV film nebo minisérie                                  | Sedmilhářky                              | nominace  |
| 2017 | Cena Emmy                                     | Nejlepší ženský herecký výkon ve vedlejší roli v limitovaném seriálu nebo televizním filmu | Sedmilhářky                              | nominace  |
| 2018 | Zlatý glóbus                                  | Nejlepší ženský herecký výkon ve vedlejší roli v limitovaném seriálu nebo televizním filmu | Sedmilhářky                              | nominace  |
| 2018 | Gracie Allen Awards                           | Nejlepší ženský herecký výkon ve vedlejší roli v limitovaném seriálu nebo televizním filmu | Sedmilhářky                              | vítězství |
| 2018 | Americký filmový festival Deauville           | Stoupající hvězda                                                                          |                                          | vítězství |
| 2018 | Filmový festival v Savannah                   | ocenění Spotlight                                                                          |                                          | vítězství |
| 2018 | Teen Choice Awards                            | Nejlepší letní filmová herečka                                                             | Než přišla bouře                         | nominace  |
| 2019 | Cena Sdružení filmových a televizních herců   | Nejlepší seriálové obsazení (drama)                                                        | Sedmilhářky                              | nominace  |